# Testgelände Ehra-Lessien

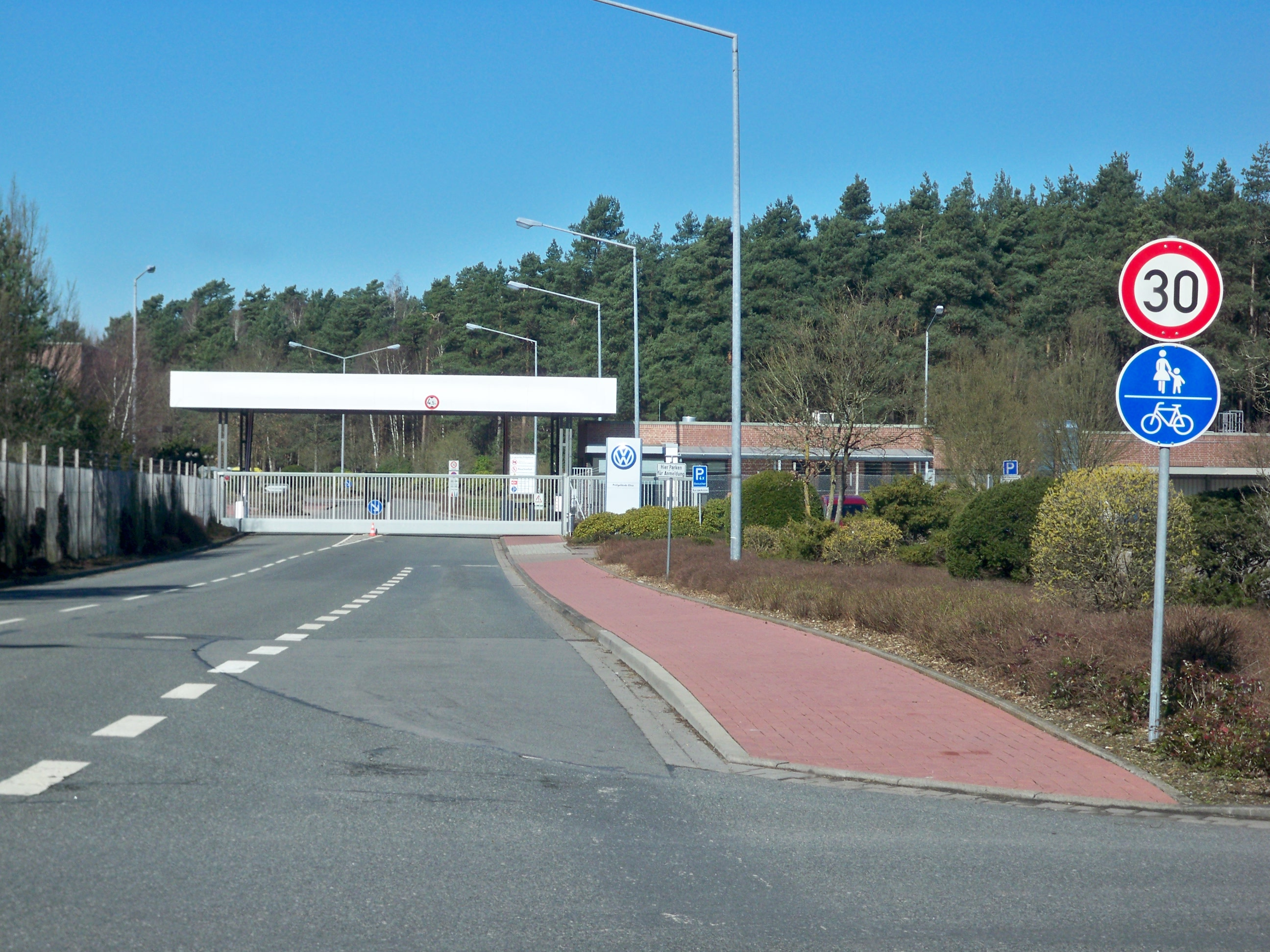
Haupteinfahrt zum Testgelände

Das Testgelände Ehra-Lessien, auch Prüfgelände Ehra, ist ein Versuchsgelände für Kraftfahrzeuge der Volkswagen AG. Es liegt auf den Gebieten der Gemeinde Ehra-Lessien und der Stadt Wittingen im Landkreis Gifhorn.

## Geographie

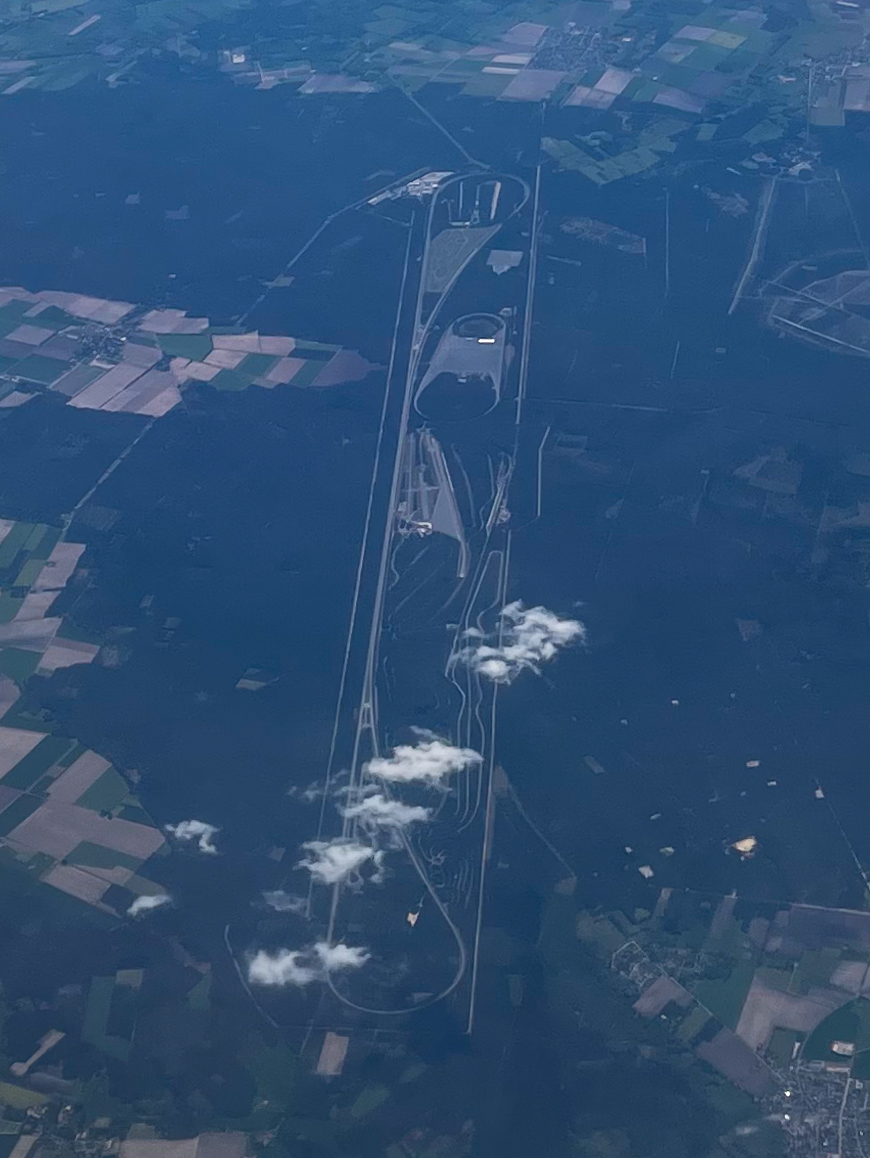
Luftbild des Testgeländes, Norden unten

Das rund elf Quadratkilometer große Gelände liegt etwa 25 Kilometer nördlich von Wolfsburg, wo sich die Zentrale des Volkswagen-Konzerns befindet. Das Gelände ist flach und bewaldet, überwiegend mit Kiefernwald, der zu den Waldgebieten Malloh und Bickelsteiner Heide gehört. Es ist ungefähr zehn Kilometer lang und einen Kilometer breit und erstreckt sich in Nordnordwest-Südsüdost-Richtung. Das Gebiet ist weiträumig umzäunt; auf der Innenseite des Zauns befindet sich ein Spurensicherungsstreifen. Westlich liegt der ehemalige Truppenübungsplatz Ehra-Lessien. Die nächstgelegenen Ortschaften sind Ehra rund vier Kilometer südlich und Knesebeck nordöstlich und Mahnburg nördlich des Gebiets. Die Zufahrt erfolgt über die Landesstraße 288, die Ehra mit Ohrdorf verbindet und östlich am Gelände vorbeiführt.

## Infrastruktur und Betrieb
Das Gelände ist laut Angaben von Volkswagen das größte Testgelände für Kraftfahrzeuge weltweit. Es wird für Autos aller Konzernmarken genutzt. Die Straßen sind insgesamt 100 Kilometer lang. Darunter befindet sich eine 21 Kilometer lange Schnellfahrbahn, die eine acht Kilometer lange gerade Strecke und am Nord- und Südende überhöhte Kurven aufweist, so dass dort mit bis zu 200 km/h seitenkraftfrei gefahren werden kann.
Steige- und Gefällstrecken weisen Neigungen von 5 bis 32 Prozent auf. Kraftfahrzeuge können auf zahlreichen Untergründen getestet werden, etwa Kopfsteinpflaster. Die 25 Hektar große, trapezförmige „Dynamikfläche“ in der südlichen Hälfte ist fugenfrei asphaltiert. Ihr Gefälle beträgt von West nach Ost vier Meter, damit Regenwasser abfließen kann.
Auf dem Gelände befinden sich mehrere Gebäude, darunter der Betriebshof.
Rund 1000 Mitarbeiter erbringen pro Jahr eine Fahrleistung von rund 34 Millionen Kilometern. Sie sind in der Regel als Testfahrer – für schnelle und riskante Fahrten –, als Versuchsfahrer – zur Simulation des Alltagsbetriebs – oder als Techniker beschäftigt. Als Arbeitgeber fungieren Fremdfirmen mit Werkverträgen, die Fahrer fahren aber nach Anweisungen und mit Fahrzeugen der Volkswagen AG. Ein Versuch von Testfahrern, sich bei der Volkswagen AG einzuklagen und damit nach VW-Tarifvertrag bezahlt zu werden, scheiterte 2014 vor Gericht.

## Geschichte

### Vorgeschichte
Am 27. Mai 1938 stürzte bei einem Übungsflug ein Bomber des Kampfgeschwaders 257 ab. Zur Erinnerung an die vier Besatzungsmitglieder, die dabei ums Leben kamen, wurde an der Absturzstelle ein Gedenkstein aufgestellt, der sich nach dem Bau des Testgeländes auf dessen Gelände befand. Um ihn weiterhin der Öffentlichkeit zugänglich zu machen, wurde er auf den Truppenübungsplatz Ehra-Lessien umgesetzt. Nach dessen Schließung wurde der Stein 2013 am Forsthaus Malloh aufgestellt.

### Testgelände
1962 begannen erste Planungen für ein neues, größeres Testgelände, da die auf dem Wolfsburger Werksgelände vorhandenen Einfahr- und Prüfstrecken nicht mehr den durch die steigende Produktionszahl und Modellvielfalt gestiegenen Anforderungen genügten und auf öffentlichen Straßen die Testfahrzeuge aus Sicherheitsgründen nicht im Grenzbereich gefahren werden konnten. 1965 wurde die Entscheidung für den heutigen Standort bei Ehra-Lessien getroffen, andere Alternativstandorte wurden wegen fehlender Abgeschiedenheit oder zu großer Entfernung zum Wolfsburger Werk verworfen. Die Kaufverhandlungen zum Erwerb der für das Testgelände erforderlichen Grundstücke zogen sich bis 1968 hin, da der Grund und Boden rund 70 verschiedenen Eigentümern gehörte.
Im Februar 1967 begannen jedoch schon die Bauarbeiten für den ersten Bauabschnitt, und im September 1967 wurden bereits die ersten Fahrversuche durchgeführt. Im Herbst 1968 wurde die Schnellbahn nach einjähriger Bauzeit fertiggestellt. Das Testgelände wurde am 19. September 1968 eröffnet.
Der Anteil von getesteten Elektroautos hat sich in den 2010er Jahren erhöht.
Im Februar 2019 wurden Pläne vorgestellt, das Testgelände um 45 Hektar zu erweitern, um künftig Assistenzsysteme testen zu können. Dazu sollen rund zwölf Hektar Fläche zusätzlich versiegelt werden; rund acht Hektar Kiefernwald sollen gefällt werden.

### Rekordfahrten auf dem Testgelände
Der Rennfahrer Huschke von Hanstein stellte 1973 mit einem Porsche 914/4 und einem Porsche Carrera RS Geschwindigkeitsrekorde in den jeweiligen Hubraumklassen auf. Ein weiterer Rekord wurde 1985 mit einem VW Polo G40 erzielt, über 204 km/h. Mit dem Bugatti Veyron 16.4 wurden 2005 und 2010 Geschwindigkeitsrekorde für Serienfahrzeuge auf der Schnellfahrbahn aufgestellt, 2010 mit 431 km/h. 2013 gelang eine weitere Rekordfahrt mit einem Bugatti Veyron Grand Sport Vitesse als schnellstem Roadster mit Straßenzulassung.
Am 6. August 2017 unternahm der ehemalige Formel-1-Fahrer Juan Pablo Montoya in einem Bugatti Chiron mit 41,96 Sekunden die bis dahin kürzeste Fahrt, bei der ein Fahrzeug von 0 auf 400 km/h beschleunigt und wieder zum Stillstand gebracht wird.
Am 2. August 2019 gelang es dem Rennfahrer Andy Wallace, einen seriennahen Prototyp auf Basis des Bugatti Chiron schneller als 300 Meilen pro Stunde zu fahren. Dabei erreichte er eine Höchstgeschwindigkeit von 304,773 Meilen pro Stunde, das sind 490,484 km/h.

### Todesfälle
2004, 2009, 2010, 2013, 2016 und 2018 starben Testfahrer auf dem Gelände.

## Sonstiges
- Im Oktober 2019 erhielt der VW-Konzern die Genehmigung für die Erweiterung des Testgeländes.[12] Das Unternehmen will dabei 8,5 Mio. Euro investieren. Laut Baubeschreibung erfolgt die Erweiterung im Innenbereich des bestehenden VW-Prüfgeländes. Dafür wird eine Fläche von 12,18 ha versiegelt.[13][14]
- Der Zugang zum Testgelände ist nur bedingt möglich. Besucher sind aufgrund der Geheimhaltung Einschränkungen unterworfen.
- Ein weiteres, kleineres Testgelände mit „Schnellbahn“ befindet sich im nahegelegenen Volkswagenwerk Wolfsburg nördlich des Geschäftsbereichs „Forschung und Entwicklung“.[15]